# Міжнародний день боротьби зі зловживанням наркотиками й їхнім незаконним обігом
Міжнародний день боротьби зі зловживанням наркотиками й їхнім незаконним обігом (англ. International Day against Drug Abuse and Illicit Trafficking) — міжнародний день ООН. Відзначається щорічно 26 червня.
Мета заходів, що проводяться у рамках цього дня:
- посилити дії і співробітництво прогресивних сил у боротьбі зі вживанням наркотиків;
- позбавити суспільство від зловживання наркотиками та їхнього незаконного обігу.

## Історія свята
26 червня 1987 року Міжнародна конференція по боротьбі зі зловживанням наркотичними засобами й їхнім незаконним обігом прийняла Всеосяжний план діяльності. 7 грудня 1987 році Генеральна Асамблея ООН установила Міжнародний день боротьби зі зловживанням наркотиками й їхнім незаконним оборотом у знак вираження своєї рішучості підсилювати діяльність по створенню міжнародного співтовариства, вільного від зловживання наркотиками.
Тема Дня 2020: «Кращі знання для кращого догляду» наголошує на необхідності поліпшення розуміння світової проблеми наркотиків і того, як, в свою чергу, поліпшення знань сприятиме розширенню міжнародного співробітництва в боротьбі з його впливом на здоров'я, контроль і безпеку.
Тема Дня 2021:«Поширюйте факти про наркотики, рятуйте життя!» підкреслює важливість боротьби з дезінформацією про наркотичні речовини, які можуть завдати шкоди здоров’ю та життю населення.
Тема Дня 2022: «Розвивай турботу — не залишай осторонь» (Care in Crisis — Don’t Leave Anyone Behind) звертає увагу на вразливі групи населення, які не мають доступу до лікування та підтримки, зокрема в умовах кризових ситуацій, як-от пандемія COVID-19 чи гуманітарні виклики.
Тема Дня 2023: «Люди передусім: припинити стигматизацію та дискримінацію, зміцнити профілактику» (People First: Stop Stigma and Discrimination, Strengthen Prevention) підкреслює важливість гуманного підходу до людей із залежністю, включно з інтеграцією профілактичних програм у системи охорони здоров’я, освіти та соціального захисту.
Тема Дня 2024: «Разом, заради доказової профілактики» (Together, for Evidence-Based Prevention) закликає до впровадження науково обґрунтованих профілактичних стратегій, орієнтованих на дітей, молодь і сім’ї, як ефективного способу зниження рівня вживання наркотиків у довгостроковій перспективі.

## Статистика і сучасний контекст
За даними Управління ООН з наркотиків і злочинності (UNODC), у 2023 році близько 292 мільйонів людей у світі (5,6% населення віком 15–64 років) хоча б раз вживали наркотичні речовини. Найбільш поширеними залишаються канабіноїди, за ними йдуть стимулятори, опіоїди та галюциногени.
Станом на 2023 рік унаслідок вживання наркотиків щорічно помирає понад 500 тисяч людей у світі. Водночас лише кожна п’ята особа з наркотичною залежністю має доступ до необхідного лікування.
В Україні, за оцінками Центру психічного здоров’я МОЗ, щорічно наркотики вживають понад 300 тисяч осіб, і рівень смертності, пов'язаної з передозуванням, зростає, зокрема через поширення синтетичних психоактивних речовин.

## Український контекст і ініціативи
В Україні реалізується низка державних і громадських програм, спрямованих на профілактику наркоманії, лікування залежності та зменшення шкоди.
Замісна підтримувальна терапія (ЗПТ) — це програма медикаментозного лікування людей із залежністю від опіоїдів. Станом на 2023 рік участь у програмі беруть понад 13 тисяч осіб, зокрема 93% ВІЛ-позитивних пацієнтів ЗПТ отримують антиретровірусну терапію.
Програми зменшення шкоди (ЗШ) включають обмін стерильних шприців, профілактику передозувань (зокрема використання налоксону), інформаційні кампанії та соціальний супровід. Такі програми допомагають знизити ризик інфікування ВІЛ, гепатитами та іншими інфекціями.
Мобільні амбулаторії — з 2025 року в регіонах України працюють 19 мобільних пунктів, які безкоштовно надають послуги з тестування на ВІЛ, туберкульоз, гепатити та ІПСШ, а також консультують щодо профілактики.
Освітні програми — Міністерство освіти і науки України впроваджує комплексну профілактичну програму для учнів 1–11 класів, їхніх батьків і педагогів. Вона включає тренінги, методичні посібники, робочі зошити та інтерактивні заняття, спрямовані на формування здорового способу життя.
Волонтерські ініціативи та флешмоби до Міжнародного дня боротьби зі зловживанням наркотиками щороку проводяться в різних регіонах України. Громадські організації, молодіжні об’єднання та навчальні заклади організовують:
- вуличні флешмоби з гаслами проти наркотиків;
- зустрічі з колишніми залежними, які пройшли реабілітацію;
- інтерактивні лекції у школах і вишах;
- відкриті дні у медичних закладах із безкоштовними консультаціями психологів і наркологів;
- інформаційні кампанії в соціальних мережах із хештегами #StopDrugs та #26червня[11].

Такі заходи спрямовані на підвищення обізнаності, зменшення стигматизації та формування здорового способу життя серед молоді.